# White Mountain Lake, Arizona
White Mountain Lake je naseljeno područje za statističke svrhe u američkoj saveznoj državi Arizona. Prema popisu stanovništva iz 2010. u njemu je živjelo 2,205 stanovnika.